# Perilampus laevifrons
Perilampus laevifrons är en stekelart som beskrevs av Johan Wilhelm Dalman 1822. Perilampus laevifrons ingår i släktet Perilampus och familjen gropglanssteklar. Arten är reproducerande i Sverige. Inga underarter finns listade i Catalogue of Life.